# Dąbrówka (powiat tczewski)
Dąbrówka – wieś kociewska w Polsce położona w województwie pomorskim, w powiecie tczewskim, w gminie Gniew. Wieś jest częścią składową sołectwa Kolonia Ostrowicka.
W latach 1975–1998 miejscowość należała administracyjnie do województwa gdańskiego.